# Exochoromus grandicollis
Exochoromus grandicollis är en mångfotingart som beskrevs av Hoffman 1990. Exochoromus grandicollis ingår i släktet Exochoromus och familjen Oxydesmidae. Inga underarter finns listade i Catalogue of Life.